# Italo house
Italo house (a menudo sencillamente referido como "italian" o "Italian house" en el Reino Unido) es una forma de house que se originó en Italia a finales de los 1980s. Fusiona música house e Italo disco.
La característica musical principal del género es el uso predominante de acordes de piano electrónico en una forma más lírica que el Chicago house clásico. También se hace uso, en ocasiones, de voces femeninas de corte épico (como el Diva house). Inicialmente su estructura era más semejante al Chicago house y al Acid house, pero posteriormente adquirió definitivamente la estructura tipo Dance pop.

## Historia
El "Italo-House", desde sus inicios fue conocido como un sonido alegre y, a veces, eufórico. Básicamente fue iniciado por el productor Gianfranco Bortolotti, con proyectos como Cappella en 1987, con su primer tema "Bauhaus", y posteriormente con otros proyectos como Club House, 49ers, East Side Beat y R.A.F. en los años subsiguientes. Los discos producidos en Italia dominaron las listas de baile de Europa de 1990 a 1993 con canciones como "Ride on time" de Black box (1989), "Touch me" de 49ers (1990), "Keep Warm" de Jinny (1991) o "Please don't go" de Double You (1992).
Posteriormente el género entró en desuso tras el auge del Eurodance a partir de 1993, cuando temas de producciones italianas como "Because the night", a finales de 1992,  o "There's something going on", de 1993, ambos de CO.RO. featuring Taleesa, o "Rythm of the night" de Corona, ya presentaban una estructura musical muy similar al resto de producciones dance del resto de Europa.
Sin embargo antes de finalizar la década hubo un resurgimiento estilístico con algunos elementos del antiguo italo disco de los 1980's denominado Italo dance o nu-italo, con artistas como Gigi D'Agostino o Eiffel 65, entre otros.

## Artistas
- 49ers
- Black Box
- Cappella
- Clubhouse
- Datura
- Double Dee
- Double You
- East Side Beat
- Fargetta
- Gino Latino (un.k.Un. Jovanotti)
- Gino Latino II (un.k.Un. Giacomo Maiolini)
- Jinny
- RAF
- Sueño Latino